# Лук Маршала
Лук Маршала (лат. Allium marschalianum) — многолетнее травянистое растение, вид рода Лук (Allium) семейства Луковые (Alliaceae).

## Распространение и экология
В природе ареал вида охватывает Крым.
Произрастает на скалах, каменистых местах и горных склонах.

## Ботаническое описание
Луковицы удлинённо-конические, диаметром 0,75—1,5 см, с бурыми, кожистыми, раскалывающимися оболочками, по нескольку прикреплены к короткому корневищу. Стебель высотой 10—35 см, при основании или на четверть одетый гладкими влагалищами листьев.
Листья в числе 3—4, нитевидные, шириной 0,5—1 мм, желобчатые, гладкие или шероховатые, равны или немного короче стебля.
Чехол остающийся, в полтора—три раза длиннее зонтика, с носиком обычно в несколько раз длиннее основания чехла. Зонтик шаровидный или полушаровидный, густой, обычно многоцветковый. Листочки яйцевидно-колокольчатого околоцветника белые или едва розоватые, в гербарии иногда едва желтоватые, длиной 4—5 мм, продолговато-яйцевидные, острые, наружные немного короче внутренних. Нити тычинок в полтора—два раза длиннее листочков околоцветника, при самом основании между собой и с околоцветником сросшиеся, цельные, шиловидные, равные; пыльники обычно жёлтые. Столбик выдается из околоцветника.
Коробочка едва короче околоцветника.

## Таксономия
Вид Лук Маршала входит в род Лук (Allium) семейства Луковые (Alliaceae) порядка Спаржецветные (Asparagales).
|  |                                      |  |                                                             |                                                             |                   |  | ещё 24 семейства (согласно Системе APG II) | ещё 24 семейства (согласно Системе APG II) |                     |  |  |  | ещё более 870 видов |
|  |                                      |  |                                                             |                                                             |                   |  | ещё 24 семейства (согласно Системе APG II) | ещё 24 семейства (согласно Системе APG II) |                     |  |  |  | ещё более 870 видов |
|  |                                      |  |                                                             | порядок Спаржецветные                                       |                   |  |                                            |                                            | род Лук             |  |  |  |                     |
|  |                                      |  |                                                             | порядок Спаржецветные                                       |                   |  |                                            |                                            | род Лук             |  |  |  |                     |
|  | отдел Цветковые, или Покрытосеменные |  |                                                             |                                                             | семейство Луковые |  |                                            |                                            | вид Лук Маршала     |  |  |  |                     |
|  | отдел Цветковые, или Покрытосеменные |  |                                                             |                                                             | семейство Луковые |  |                                            |                                            |                     |  |  |  |                     |
|  |                                      |  | ещё 44 порядка цветковых растений (согласно Системе APG II) | ещё 44 порядка цветковых растений (согласно Системе APG II) |                   |  |                                            | ещё около 300 родов                        | ещё около 300 родов |  |  |  |                     |
|  |                                      |  |                                                             | ещё 44 порядка цветковых растений (согласно Системе APG II) |                   |  |                                            |                                            | ещё около 300 родов |  |  |  |                     |